# パラダイス (カクテル)
パラダイス（英語: Paradise）は、 ジンをベースとするカクテル。国際バーテンダー協会(IBA)公認カクテルの1つ。
やや甘口で酸味もあるすっきりとした飲み口がパラダイス（楽園）を感じさせる。辛口が好みならばジンの分量を増やし、アプリコットブランデーの分量を減らすことで調整する。

## レシピの例
国際バーテンダー協会よるレシピを以下に記す。
材料
- ジン - 30ml
- アプリコット・ブランデー - 20ml
- オレンジジュース - 15ml

作り方
1. 氷と共に材料をシェイクし、カクテルグラスに注ぐ。

1930年に刊行された『サヴォイ・カクテルブック』（ハリー・クラドック編纂）では、ジン:アプリコット・ブランデー:オレンジジュースを2:1:1の比率にし、レモンジュースを1dash加えている。

## その他
- 1932年に公開されたのワーナー・ブラザースの恋愛映画『限りなき旅（英語版）』で幸薄き恋仲のふたりを演じたケイ・フランシスとウィリアム・パウエルがパラダイスを飲んでいる[6]。
- スヌープ・ドッグは2018年5月27日に500リットルのパラダイスを作り、ギネス世界記録に認定された[7]。